# Rico Valär
Rico Franc Valär (* 1981 in Zürich) ist ein Schweizer Literaturwissenschaftler und Kulturvermittler.

## Leben und Wirken
Rico Valär wuchs in Zuoz im Kanton Graubünden auf. Er absolvierte am Lyceum Alpinum Zuoz die Schweizer Maturität und das deutsche Abitur. Ab 2001 studierte er an der Universität Zürich Romanistik, rätoromanische Sprach- und Literaturwissenschaft sowie französische Literaturwissenschaft, mit Studienaufenthalten in Lissabon, Port-au-Prince und Craiova. 2011 promovierte er bei Clà Riatsch und Georg Bossong mit einer Arbeit zur Geschichte der rätoromanischen Sprach- und Heimatbewegung sowie zur Anerkennung des Rätoromanischen als Nationalsprache der Schweiz. Diese Forschungsarbeit wurde unterstützt vom Institut für Kulturforschung Graubünden und von der Fundaziun Not Vital. Daraus entstanden zwei Publikationen: Ouvras da Peider Lansel und Weder Italiener noch Deutsche! Die rätoromanische Heimatbewegung 1863–1938. An der Universität Basel absolvierte Rico Valär ein Master of Advanced Studies in Kulturmanagement (Schwerpunkt: Schweizer Kulturpolitik).
Zwischen 2011 und 2018 arbeitete Valär als Übersetzer und Terminologe für die schweizerische Bundeskanzlei sowie als wissenschaftlicher Mitarbeiter und Dienstleiter beim Bundesamt für Kultur. Daneben war er als freier Publizist, Kulturvermittler, Dozent an verschiedenen Universitäten und Moderator bei Radiotelevisiun Svizra Rumantscha tätig.
Seit 2018 ist Rico Valär ausserordentlicher Professor für rätoromanische Literatur und Kultur an der Universität Zürich als Nachfolger von Clà Riatsch und Iso Camartin. Er beschäftigt sich insbesondere mit rätoromanischer Gegenwartsliteratur, mit der rätoromanischen und bündnerischen Literatur- und Kulturgeschichte, mit der rätoromanischen Sprach- und Heimatbewegung von 1850 bis heute, mit sprach- und kulturpolitischen Aktualitäten sowie mit romanischen Regional- und Minderheitensprachen in Europa. Am Studienzentrum Kulturmanagement der Universität Basel sowie im Rahmen des Executive Master in Arts Administration an der Universität Zürich ist er Dozent für Schweizer Kulturpolitik, Kulturwirtschaft und öffentliche Kulturfinanzierung.
Rico Valär ist Mitglied verschiedener Forschungsnetzwerke, Kommissionen und Jurys auf regionaler, nationaler und internationaler Ebene, unter anderem der COST-Netzwerke «European Non-Territorial Autonomy Network» und «Language Plurality in Europe’s Changing Media Sphere», der SAGW-Kommission für die Nationalen Wörterbücher, der Eidgenössischen Jury für Literatur, des Stiftungsrats Fundaziun Medias Rumantschas, des Stiftungsrats Bündner Literaturpreis, des Vorstands des Kulturarchivs Oberengadin sowie der Kulturförderungskommission der Region Maloja.
Rico Valär ist verheiratet mit der Opernregisseurin Nina Russi und lebt in Zürich.

## Publikationen
(Quelle: Romanisches Seminar der Universität Zürich)
- mit Jean-Igor Ghidina, Erwan Hupel: La littérature contemporaine des minorités linguistiques en Europe. Travaux d’Investigation et de Recherche, Rennes 2025.
- L’ultim Chalandamarz: in segund Uorsin distopic da Selina Chönz condensescha las preoccupaziuns da la litteratura rumantscha dal suenterguerra. In: Annalas da la Societad Retorumantscha, 137, Chur, S. 67–80.
- Breve introducción a la literatura romanche (Suiza). Looren America Latina, Buenos Aires 2023.
- Clementina Gilly : Traunter di e not. Poesias, essais e raquints. Chasa Editura Rumantscha, Chur 2022.
- mit Annetta Ganzoni: Cla Biert. L’odur dal füm. Raquints 1949–1980. Chasa Editura Rumantscha, Chur 2020.
- mit Mathias Gredig, Marc Winter, Roman Brotbeck: Der doppelte Po und die Musik. Rätoromanisch-chinesische Studien, besonders zu Li Po, Harry Partch und Chasper Po. Königshausen & Neumann, Blaufelden 2020.
- «Chara lingua da la mamma!» Les renaissances du provençal, catalan, galicien et romanche au 19e siècle et leurs textes fondateurs dans une perspective comparatiste. In: Erwan Hupel et al. (Hrsg.): Les nouveaux chemins de la littérature. Repenser l’analyse des littératures en langues minorisées. Éditions TIR, Rennes 2020, S. 251–273 (PDF; 1,3 MB).
- Rätoromanische Linguistik und Literaturwissenschaft am Romanischen Seminar der Universität Zürich. In: Richard Trachsler (Hrsg.): RoSe 125. Geschichte des Romanischen Seminars der Universität Zürich (1894–2019). Chronos, Zürich 2020, S. 191–204 (PDF; 334 kB).
- Wie viel Kulturpolitik braucht die Schweiz? In: Georg Kreis (Hrsg.): Wie viel Staat braucht die Schweiz? NZZ Libro, Zürich 2019, S. 123–136 (PDF; 942 kB).
- A brief overview of Romansh Literature. In: The Riveter, European Literature Network. Nr. 5, Dezember 2018 (PDF; 59 kB).
- Weder Italiener noch Deutsche! Die rätoromanische Heimatbewegung 1863–1938. Hier + Jetzt, Baden 2013 (Volltext im Internet Archive).
- Flausen und Fabeleien aus alter Zeit. Rätoromanische Mundartaufnahmen. Andrea Schorta. 1926 (= Romanica Rætica. Band 21). Societad Retorumantscha, Chur 2013, S. 1–45 (archiviert in E-Periodica).
- Peider Lansel. Essais, artichels e correspundenza. Chasa Editura Rumantscha, Chur 2012.
- Jon Pult. Pleds e scrits / Reden und Schriften (= Romanica Rætica. Band 20).  Societad Retorumantscha, Chur 2011 (archiviert in E-Periodica).